# San Antonio (Requena)
San Antonio, también conocido como San Antonio de la Vega, es una aldea perteneciente a Requena en la Comunidad Valenciana, España Perteneciente a la provincia de Valencia está situado a 70 km de la capital de provincia, Valencia. Con 1850 habitantes en 2024 (INE), es el tercer núcleo más poblado de la comarca de Requena-Utiel.

## Leyenda sobre la creación de la iglesia del pueblo
Según la leyenda la iglesia de San Antonio fue fundada debido a la promesa de un fugitivo. Al verse perseguido por los carlistas se escondió en el tronco hueco de un olmo, prometiendo que si se salvaba fundaría una ermita en el pueblo.
Al salvarse de esta situación, el fugitivo decidió construir una ermita al lado del árbol que posteriormente daría lugar a la iglesia actual.
San Antonio: en el corazón de la DO Utiel-Requena
San Antonio, con 1850 habitantes, es una población peculiar que está situada en el centro de esta interesante comarca dedicada a la elaboración de vinos, justo a medio camino entre Requena y Utiel, las dos poblaciones más importantes de la comarca.
La localidad está muy bien comunicada, se puede acceder por carretera (autovía A-3, salidas 281 y 285); tiene parada de autobús y de la línea C3 de tren de Cercanías, la estación de San Antonio de Requena, que une las ciudades Valencia, Cuenca y Madrid.
Ha existido una fuerte conexión entre San Antonio, San Juan, Roma y Barrio Arroyo, al ser todas poblaciones de la subcomarca La Vega del Magro.
Ha pertenecido al término de Requena desde su fundación, excepto por el periodo de la II República, cuando se constituyó como municipio independiente bajo el nombre de Vega Libre y que, al término de la Guerra Civil, volvió a pertenecer, de manera controvertida, de nuevo a Requena. .

## Servicios
San Antonio es un lugar tranquilo que a la vez reúne todos los servicios necesarios, tanto para el residente como para el visitante (restaurantes, casas rurales, supermercados, farmacia, consultorio médico, colegio, bancos con cajero, parque infantil, piscina, pubs, hornos, carnicerías, bodegas, etc.). El motor económico de esta población es el vino y muestra de ello, es la Cooperativa de Viticultores "El Progreso" que en 2005 cumplió su 50.º aniversario. Una bodega ejemplar que actualmente posee más de 2000 socios.

## Gastronomía
En la misma localidad encontramos otras tres bodegas: Reservas y Crianzas Requenenses -RECRIRE-; Dominio de la Vega, -muy reconocida en la elaboración de vinos y cavas- y a pocos km de San Antonio está Chozas Carrascal.
La comarca de interior donde se ubica San Antonio es eminentemente vitivinícola y por ello, el turismo del vino se está convirtiendo en un complemento a la propia actividad agraria. En el casco urbano de San Antonio hay varios alojamientos rurales.
Vinos y gastronomía se maridan en esta tierra con productos tan exquisitos como los embutidos; el bollo o torta de jamón y sardinas; el alajú –dulce de origen árabe-; o platos tradicionales como el morteruelo; los gazpachos; el ajoarriero y la paella.